# Takashi Murakami
Takashi Murakami (村上 隆 Murakami Takashi?, Tokio; 1 de febrero, 1962) es un artista contemporáneo japonés. Trabaja en medios involucrando bellas artes, como pintura, escultura y arquitectura, así como lo que convencionalmente considerado: moda, medios comerciales, mercancía y animación. Es conocido por difuminar la línea entre arte alto y bajo. Acuñó el término superflat, que describe características estéticas de la tradición artística japonesa y la naturaleza de la cultura posguerra. Superflat también se utiliza para describir el estilo artístico propio de Murakami y de otros artistas japoneses que han sido influenciados por él.
Murakami es fundador y presidente de Kaikai Kiki Co. Ltd., a través de la cual maneja las carreras de jóvenes artistas organizando la feria de arte semestral GEISAI.

## Vida y carrera

### Educación y carrera temprana

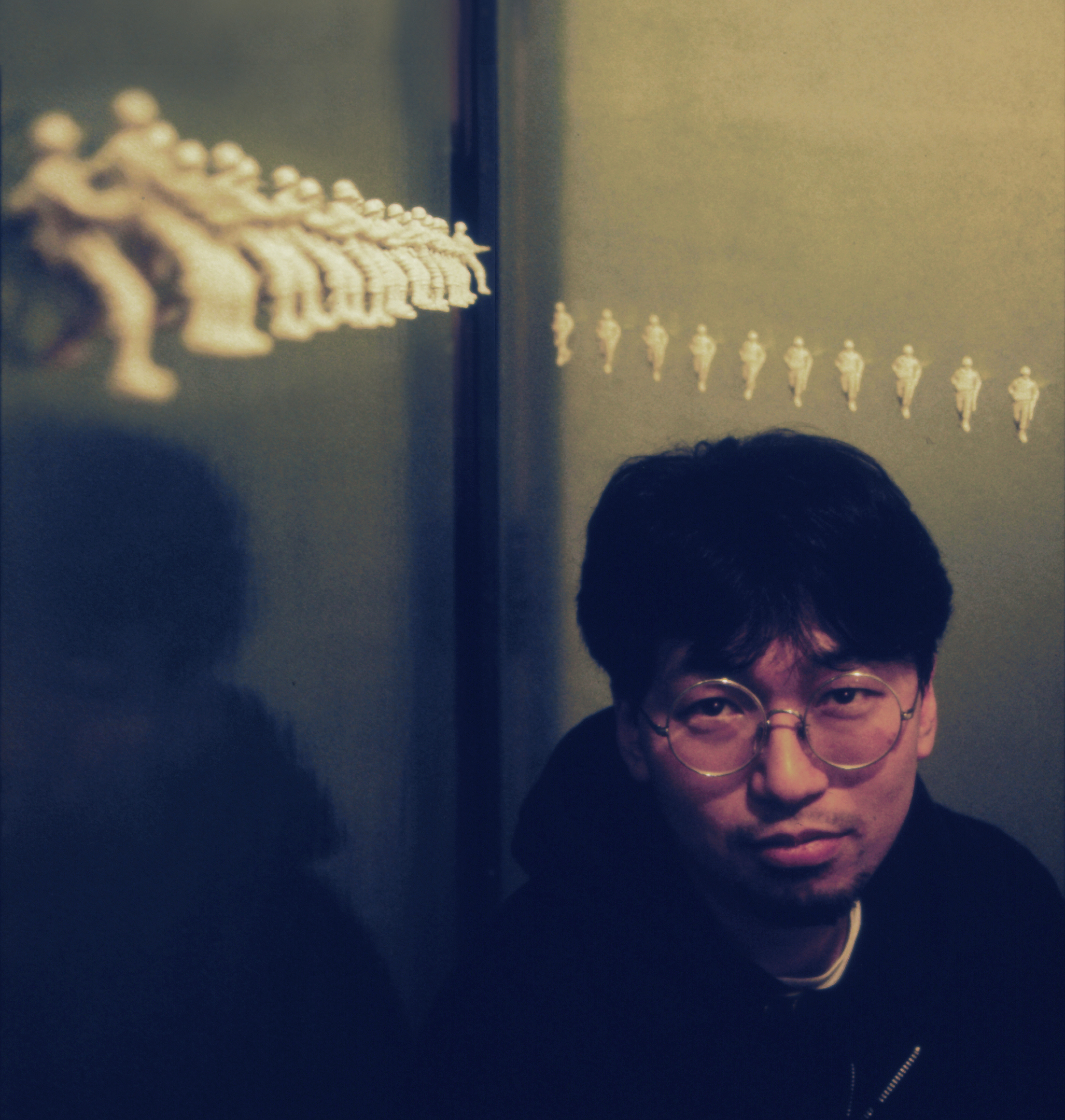
Murakami con los primeros trabajos en Galerie Mars en Tokio 1992. Foto por Ithaka Darin Pappas

Takashi Murakami nació y creció en Tokio, Japón. Fue un seguidor entusiasta de animación y manga (tiras cómicas japonesas), aspirando a un trabajo en la industria de la animación. Asistió a T.U.A Tokyo University of the Arts, buscando, al principio, adquirir las habilidades de bosquejo necesarias para la animación, pero más tarde se especializó en Nihonga, estilo tradicional de pintura japonesa que incorpora convenciones japonesas tradicionales artísticas, así como técnicas y sujetos. A pesar de obtener un doctorado de filosofía en Nihonga, se desilusionó por el mundo insular, sumamente político, y comenzó a explorar estilos contemporáneos, medios de comunicación y estrategias.
Murakami estaba insatisfecho con el arte contemporáneo en Japón, asegurando que era "una apropiación profunda de tendencias Occidentales." Así, la mayor parte de su trabajo temprano fue hecho como crítica social y sátira. Las obras de este período incluyen el performance (Osaka Mixer Project, 1992), parodia del "mensaje" del arte popular en Japón a principios de los años 90, (DOBOZITE DOBOZITE OSHAMANBE, 1993) y trabajos conceptuales (p.ej. Randoseru Project, 1991). Murakami comenzó, también, a desarrollar su propio icono pop: "Sr. DOB" que más tarde se convertiría en una forma de autorretrato, el primero de varios morphing y adornos que se repiten en su trabajo. Aunque llamó la atención, su arte temprano no fue bien recibido en Japón.

### Nueva York
En 1994, Murakami recibió una beca del Consejo Asiático Cultural y participó en PS1 International Studio Program en Nueva York durante un año. Durante su estancia, fue expuesto y sumamente inspirado por artistas occidentales contemporáneos como Anselm Kiefer y Jeff Koons. En esa época estableció un pequeño estudio, que, junto a la Fábrica Hiropon en Japón, fueron precursores de su empresa Kaikai Kiki. Al volver a Japón, Murakami desarrollaría los conceptos centrales detrás de su práctica artística y comenzaría a exponer con regularidad en importantes galerías e instituciones a lo largo de Europa y América.

### Acercamiento estratégico
Murakami ha expresado su frustración por la falta de un mercado de arte confiable y sostenible en el Japón de la posguerra. En gran medida por esta razón, formuló una estrategia que incluía establecerse primero en el mundo del arte occidental para luego regresar a su país natal, Japón, y construir un nuevo mercado de arte en el proceso. Con la intención de crear algo que se relacionara con su propia cultura e historia japonesa, pero que también fuera fresco y relevante a nivel internacional, comenzó a buscar algo que pudiera ser considerado "únicamente japonés". Después de concluir que los elementos del arte "alto" resultaban confusos, decidió enfocarse en la cultura "baja" de Japón, especialmente en el anime, el manga y la subcultura otaku en general. Murakami sintió que estos elementos podrían ser clave en su obra. Su estilo artístico y sus creaciones (personajes de anime lindos e inquietantes en colores brillantes, superficies planas y sumamente brillantes, y esculturas de tamaño natural basadas en estatuillas de anime) fueron el resultado de este enfoque estratégico.

### Superflat
En 2000, Murakami publicó su teoría “Superflat” en el catálogo para una exposición del mismo nombre que creó para el Museum of Contemporary Art, en Los Ángeles. La teoría postula que hay una herencia de imágenes bidimensionales que han existido durante toda la historia japonesa del arte y continúan actualmente a través del manga y el anime. Superflat se diferencia del estilo occidental en su énfasis sobre la superficie y el empleo de los planos de color. Superflat también sirvió como crítica contra la sociedad japonesa de la posguerra en la cual, Murakami argumenta, las diferencias de clase social y el gusto popular han sido 'aplanadas', produciendo una cultura con poca distinción entre 'alto' 'y bajo'. La teoría proporcionó el fondo contextual para su trabajo posterior con las exposiciones subsecuentes Coloriage (2002, Fondation Cartier vierten l'art contemporain, París) y Little Boy: The Arts of Japan’s Exploding Subculture (2005, Japan Society, Nueva York). Estas exposiciones ayudaron a introducir la cultura menos conocida de Japón y a incorporar la práctica multifacética de Murakami.
Conforme al concepto Superflat, la práctica de Murakami implica elementos repackaging, por lo general son considerados "bajos" o sub-culturales, y presentarlos como arte "alto". Murakami re-empaca su arte "alto" como mercancía: juguetes afelpados y camisetas, haciéndolos disponibles a precios más económicos.

### Hiropon Factory
En 1996, Murakami lanzó Hiropon Factory, un taller de producción para trabajar en una escala cada vez más grande y en una serie más diversa de medios de comunicación. Su modelo es heredado del sistema atelier, que ha existido durante mucho tiempo en la pintura japonesa, en printmaking, escultura, así como en anime y empresas de manga como Hayao Miyazaki’s Studio Ghibli. En 2001, Hiropon Factory fue convertida en Kaikai Kiki Co., Ltd.

### Colaboraciones
En 2002, como invitación por parte del diseñador Marc Jacobs, Murakami comenzó una duradera colaboración con la marca Louis Vuitton. Comenzó contribuyendo con material gráfico que fue usado en el diseño de una serie de bolsos. La serie, nombrada como “Multicolore Monogram”, revivió el famoso monograma de la casa de moda, a través de una línea de bolsos en blanco o negro con el logotipo LV en 33 colores, que se convirtió en un enorme éxito comercial.A pesar de haber colaborado con diseñadores como Issey Miyake por Naoki Takizawa, su trabajo con Louis Vuitton le ganó fama extendida y notoriedad como artista que enturbia la línea entre el arte 'alto' y el mercantilismo. Esto también lo elevó a celebridad en su país de origen, Japón.
En 2007, Murakami proporcionó el material gráfico para la portada del disco Graduation del rapero Kanye West y dirigió el vídeo animado para la canción Good Morning.
En ambos casos, Murakami 're-empacaría' estos proyectos incorporándolos en proyectos de pintura y escultura, enturbiando, una vez más, las fronteras entre el arte y la marcación comercial, cuestionando la existencia de un límite entre ellas.

Acerca de la línea entre el comercio y el arte, Murakami dijo a Magdalene Perez:

"No pienso en ello como sentarse. Pienso en ello como un cambio de línea. De lo qué he estado hablando durante años es como en Japón, esa línea es menos definida. Tanto por la cultura como por la situación económica de la posguerra. Los japoneses aceptan la mezcla entre arte y comercio y, de hecho, están sorprendidos por la jerarquía rígida y pretenciosa occidental del arte 'alto'. En Oeste, seguramente es peligroso mezclar los dos porque la gente lanzará todos los tipos de piedras. Pero está bien, estoy listo con mi casco protector."
Murakami ha colaborado con una amplia gama de creadores e industrias en Japón, un ejemplo prominente fueron los personajes creadas para la campaña de relaciones de prensa del inmobiliario urbano Roppongi Hills.
En 2009, el productor de música Pharrell Williams reveló una escultura colaborativa con Murakami en Art Basel, acerca de ella Williams declaró que "ilustra la metáfora del valor."
En mayo de 2014, con Pharrell y kz de livetune, Murakami creó un vídeo musical para el remix de la canción de Hatsune Miku la canción "Last Night, Good Night (Re:Dialed)". El equipo fue montado por el canal de YouTube The Creators Project, encabezado por Vice e Intel.

### Valor de mercado
En noviembre de 2003, ArtNews reportó el trabajo de Murakami como uno de los más deseados del mundo. Hiropon, una escultura satírica de tamaño natural de un carácter anime con pechos gigantescos lactando, fue vendido por 427,500 dólares en la casa de subasta Christie's en mayo de 2002. Un año más tarde una segunda escultura, Miss Ko2, fue vendida por 567,500 dólares. Su trabajo ha seguido elevándose en valor y en mayo de 2008, My Lonesome Cowboy (1998), una escultura inspirada en anime, de un muchacho que se masturba, fue vendida en 13.5 millones de dólares en Sotheby's.

### Actualmente
De 2007 a 2009, la primera exposición retrospectiva de Murakami ©Murakami viajó de Museum of Contemporary Art, Los Ángeles, Estados Unidos, al Brooklyn Museum of Art en Nueva York, Estados Unidos, el Museo für Moderne Kunst en Fráncfort, Alemania, y finalmente al Museo Guggenheim Bilbao, España. La exposición ganó atención, entre otras cosas, por incluir una pequeña tienda de moda Louis Vuitton totalmente en movimiento.
En 2008, Murakami fue incluido en el conteo "Las 100 Personas más influyentes" de la revista Time, siendo el único artista visual.
Desde 2010, Murakami ha apoyado "CHAOS*LOUNGE" (ja:カオス*ラウンジ) un grupo de arte moderno en Japón.
En septiembre de 2010, Murakami se hizo el tercer artista contemporáneo, y el primer japonés, en exponer sus trabajos en el Palacio de Versalles en Francia, llenando 15 espacios y el parque con sus esculturas, pinturas, una alfombra decorativa, y lámparas.
En febrero de 2012, Murakami abrió una exposición en Doha, Catar. Titulada Murakami-ego, la exposición mostró alrededor de 60 trabajos viejos junto a nuevos diseños. Entre los nuevos, una pintura de pared de 100 metros de largo que representa el sufrimiento de los japoneses después del desastre nuclear de Fukushima.
En marzo de 2013, livetune liberó un PV, dirigido por Murakami, para un disco nuevo que incluía a Hatsune Miku.
En abril de 2013, la primera película de Murakami fue liberada en Japón. “Jellyfish Eyes” (originalmente llamada “Me me me no kurage”) es una película de acción que destaca personajes diseñados por Murakami llamados FRIEND.
El arte de Murakami abarca una amplia gama de medios y generalmente es descrita como el Superflat. Su trabajo ha sido notado por su empleo del color, incorporación de adornos de la cultura japonesa tradicional y popular, superficies planas/brillantes y un contenido que podría ser descrito como «lindo», «psicodélico» o «satírico». Entre sus adornos más famosos están flores riendo, setas, cráneos, iconografía budista, y los complejos sexuales de la cultura otaku.
Además de pinturas grandes, como 727 (colección permanente Museo de Arte Moderna, Nueva York), y Tan Tan Bo Puking - a.k.a. Gero Tan, también ha producido esculturas, globos, instalaciones con tapices, trabajos animados, copias, carteles y mercancía.
El 21 de junio de 2011, Google publicó un doodle llamado “First Day of Summer” creado por Murakami. Fue acompañado por un doodle de Solsticio de invierno para el Hemisferio austral.
Entre 2019 y 2020, colaboró con el cantante colombiano J Balvin para el estilo artístico y los videoclips de su álbum Colores, el cual usa las icónicas flores de Murakami, además de la colección de ropa de la marca Guess.

## Kaikai Kiki
Murakami ha incorporado sus operaciones como Kaikai Kiki la Compañía, Ltd. en Japón (2001), Kaikai Kiki Nueva York, LLC en Nueva York (2001) y Kaikai Kiki LA, LLC en Los Ángeles (2010). Kaikai Kiki ejecuta una amplia gama de esfuerzos artísticos y consiste en oficinas y estudios de producción. Además del manejo de producción y promoción del material gráfico de Murakami, la empresa maneja las carreras de jóvenes artistas, organiza proyectos internacionales de arte, produce y promueve mercancía, maneja la organización y la operación de la feria GEISAI.
Habiendo ganado el éxito y el reconocimiento internacional, Murakami se ha dedicado a nutrir y apoyar las carreras de una generación joven de artistas japoneses ofreciendo apoyo logístico y consejos de carrera prácticos. Murakami, también, procura construir un mercado original y sostenible de arte a Japón.
En 2008, Kaikai Kiki convirtió el sótano bajo su oficina en Tokio en una galería de arte. Kaikai Kiki Gallery ha sostenido exposiciones no sólo para artistas bajo la dirección de Kaikai Kiki, sino también nombres internacionalmente conocidos como Mark Grotjahn y Friedrich Kunath. Todas las exposiciones son propuestas por Murakami.
Una segunda Galería llamada Hidari Zíngaro fue abierta en 2010, hoy en día se ha ampliado para incluir cuatro posiciones separadas dentro de Nakano Broadway en Nakano, Tokio.

## GEISAI
Desde 2002, Murakami ha organizando una feria de arte llamada GEISAI. GEISAI es llevada a cabo dos veces al año, actualmente una vez en Tokio y una en Taipéi, también ha sido realizada en Miami. Más que dar espacio a galerías preprotegidas, GEISAI permite a artistas crear sus propias cabinas y actuar directamente con compradores potenciales.

## Libros
- Murakami, Takashi "Geijutsu Kigyoron"　ISBN 978-4-344-01178-6
- Murakami, Takashi "Geijutsu Tosoron" ISBN 978-4-344-01912-6
- Murakami, Takashi "Summon Monsters? Open The Door? Heal? Or Die?" ISBN 978-4-939148-03-3
- Murakami, Takashi "Superflat" ISBN 978-4-944079-20-9
- Murakami, Takashi "Little Boy: The Arts of Japan's Exploding Subculture" ISBN 978-0-300-10285-7
- Cruz, Amanda/Friis-Hansen, Dana/Matsui, Midori "Takashi Murakami: The Meaning of the Nonsense of the Meaning" ISBN 978-0-8109-6702-1
- Schimmel, Paul "©Murakami" ISBN 978-0-8478-3003-9
- Le Bon, Laurent "Murakami Versailles" ISBN 978-2-915173-72-7

## Exhibiciones
2013
- "Arhat", Blum & Poe, Culver City, CA
- "Jelly Fish Eyes" International Premiere: Anime Film, Los Angeles County Museum of Art (LACMA) 8 de abril de 2013

2012
- "Ego", ALRIWAQ Doha Exhibition Space, Catar[25]

2011 	
- "Beyond Limits", Chatsworth, England

- “Homage to Yves Klein“, Galerie Perrotin, París, Francia

- “A History of Editions“, Galerie Perrotin, París, Francia
- “Solo Exhibition” Gagosian Gallery, Londres, Inglaterra

2010
- “Solo Exhibition” Gagosian Gallery, Roma, Italia
- “MURAKAMI VERSAILLES” Palace of Versailles, Versailles, Francia

2009
- “I Love Prints and So I Make Them” ARKI Gallery, Taipéi, Taiwán
- “I Love Prints and So I Make Them” Kaikai Kiki Gallery, Tokio, Japón
- “Takashi Murakami Paints Self Portraits” Galerie Emmanuel Perrotin, París, Francia
- “©MURAKAMI” Guggenheim Museum, Bilbao, España

2008
- “Davy Jone’s Tear,” Blum & Poe, Los Ángeles, CA
- “©MURAKAMI”Brooklyn Museum, Brooklyn, NY; Museum für Moderne Kunst, Frankfurt, Alemania
- “Takashi Murakami: Prints "My First Art" Series, Kaikai Kiki Gallery, Tokio

2007
- “©MURAKAMI” Museum of Contemporary Art, Los Ángeles, CA
- “Tranquility of the heart, torment of the flesh ― open wide the eye of the heart, and nothing is invisible”

2006
- “The Pressure Point of Painting“, Galerie Perrotin, París, Francia

2005
- “Opening of Gallery Extension“, Galerie Perrotin, París, Francia
- “Little Boy: The Arts of Japan's Exploding Pop Culture“, Japan Society, Nueva York, EUA
- “Outdoor Banner Installation“, Public Art Fund, Nueva York, EUA

2004
- “Funny Cuts“, Stuttgart Museum of Art, Stuttgart, Alemania
- “Takashi Murakami: Inochi“, Blum & Poe Gallery, Los Ángeles, EUA

2003
- “Superflat Monogram“, Galerie Emmanuel Perrotin, París, Francia
- “Superflat Monogram“, Marianne Boesky Gallery, Nueva York, EUA
- “Double Helix Reversal“, Rockefeller Center, Nueva York, EUA

2002
- “Kawaii“, Fondation Cartier pour l'art contemporain, París, Francia; Serpentine Gallery, Londres, Reino Unido

2001
- “Wink“, Grand Central Station, Nueva York, EUA
- “Mushroom“, Marianne Boesky Gallery, Nueva York, EUA
- “KaiKai KiKi“, Galerie Emmanuel Perrotin, París, Francia
- “Summon monsters? open the door? heal? or die?", Museum of Contemporary Art Tokyo, Tokio, Japón
- “Takashi Murakami: Made in Japan“, Museum of Fine Arts, Boston, EUA

2000
- “727“, Blum & Poe Gallery, Santa Mónica, California, EUA
- “Second mission Project KO2“, P.S.1 Contemporary Art Center, Nueva York, EUA
- “Kaikai Kiki :Superflat“, Issey Miyake for Men, Tokio, Japón

1999
- “DOB in the strange forest“, Nagoya Parco Gallery, Japón
- “Patron“, Marunuma Art Park Gallery, Japón
- “Second Mission PROJECT KO2“, Hiropon Factory, Japón
- “Dob's Adventures in Wonderland“, Parco Gallery, Tokio, Japón
- “The Meaning of the Nonsense of the Meaning“, Center for Curatorial Studies Museum, Bart College, Nueva York, EUA
- “Superflat“, Marianne Boesky Gallery, Nueva York, EUA
- “Love & DOB“, Gallery KOTO, Okayama, Japón

1998
- “Hiropon Project KoKo_Pity Sakurako Jet Airplane Nos. 1-6“, Feature Inc., Nueva York EUA
- “Back Beat : Super Flat“, Tomio Koyama Gallery, Tokio, Japón
- “My Lonesome Cowboy“, Blum & Poe Gallery, Santa Mónica, California, EUA
- “Moreover, DOB raises his hand“, Sagacho bis, Tokio, Japón

1997
- Galerie Emmanuel Perrotin, París, Francia
- Blum & Poe Gallery, Santa Mónica, California, EUA
- Galerie Koto, Okayama, Japón
- “The Other Side of a Flash of Light“, HAP Art Space, Hiroshima, Japón

1996
- “727“, Tomio Koyama Gallery, TokIo, Japón
- “727“, Aoi Gallery Osaka, Japón
- “Feature Inc.“, New York, EUA
- Gavin Brown's Enterprise, New York, EUA
- Galerie Koto, Okayama, Japón
- “Konnichiwa, Mr. DOB“, Kirin Art Plaza, Osaka, Japón
- “A Very Merry Unbirthday, To You, To Me!“, Ginza Komatsu, Tokio, Japón

1995
- Galerie Emmanuel Perrotin, París, Francia
- “NIJI (Rainbow)“, Gallery Koto, Okayama, Japón
- “Crasy Z“, SCAI The Bathhouse, Tokio, Japón
- “Mr. Doomsday Balloon“, Yngtingagatan 1, Stockholm, Suecia

1994
- “Fujisan“, Gallery Koto, Okayama, Japón
- “Which is tomorrow ? - Fall in love -“, SCAI The Bathhouse, Shiraishi Contemporary Art, Inc., Tokio, Japón
- “Azami Kikyo, Ominaeshi“, Gallery Aoi, Osaka, Japón
- “A Romantic Evening“, Gallery Cellar, Nagoya, Japón

1993
- “A Very Merry Unbirthday !“, Hiroshima City Museum of Contemporary Art, Hiroshima,

Japón
- Gallery Nasubi, Tokio, Japón
- “A Romantic Evening“, Gallery Cellar, Nagoya, Japón 1992
- “Wild Wild“, Röntgen Kunst Institut, Tokio, Japón
- “NICAF'92“, Shirashi Contemporary Art Inc., Yokohama, Japón

1991
- Art Gallery at Tokyo National University of Fine Arts and Music, Tokio, Japón
- Galerie Aoi, Osaka, Japón
- “One Night Exhibition, 23rd August“, Röntgen Kunst Institut, Tokio, Japón
- “I Am Against Being For It“, Galerie Aries, Tokio, Japón
- Hosomi Contemporary Gallery, Tokio, Japón

1989
- “Exhibition L'Espoir : Takashi Murakami“, Galerie Ginza Surugadai, Tokio, Japón
- “Takashi Murakami : New Works“, Café Tiens!, Tokio, Japón